# البراشية
البراشية هي إحدى قرى مركز فارسكور التابع لمحافظة دمياط بجمهورية مصر العربية.